# Scream (film 2022)
Scream, conosciuto anche come Scream 5, è un film del 2022 diretto da Matt Bettinelli-Olpin e Tyler Gillett.
Il film è il quinto capitolo della serie cinematografica di Scream, sequel diretto di Scream 4, uscito nel 2011. È la prima pellicola a non essere diretta da Wes Craven, deceduto nel 2015 (e a cui il film è dedicato). Neve Campbell, Courteney Cox, David Arquette e Marley Shelton riprendono i propri precedenti ruoli. Riprendono i ruoli dei precedenti film anche Skeet Ulrich (dal primo film) e Heather Matarazzo (dal terzo film).
Presentato come requel (sequel e allo stesso tempo reboot) grazie alla presenza di nuovi personaggi affiancati a quelli storici, il film è stato un grande successo al botteghino, riuscendo a superare gli incassi del suo predecessore.

## Trama
Settembre 2022. Tara Carpenter, liceale della zona, mentre è sola in casa di sera riceve una telefonata da un maniaco, che minaccia di uccidere la sua amica Amber se non risponderà correttamente a delle domande sulla serie di film "Stab". Avendone sbagliata una, Tara subito cerca di avvertire Amber, ma si ritrova davanti un nuovo Ghostface, che dopo essere entrato in casa l'aggredisce pugnalandola ripetutamente e rompendole una gamba.
Il giorno seguente, la sorella maggiore di Tara, Sam, che vive a Modesto insieme al fidanzato Richie Kirsch, viene informata dell'attacco alla sorella, miracolosamente sopravvissuta, così si precipita con il ragazzo a Woodsboro, dove riabbraccia gli amici di quest'ultima: i gemelli Mindy e Chad Meeks, nipoti del defunto Randy Meeks, Amber, Wes Hicks, figlio dello sceriffo in carica Judy, e Liv McKenzie, fidanzata di Chad e figlia dei vicini di Casey Becker.
Mentre Sam resta con Tara all'ospedale, i ragazzi si riuniscono in un bar, ma vengono infastiditi dall'ex di Liv, Vince, che scatena una breve rissa, per poi essere raggiunto ed ucciso, fuori dal locale, dall'assassino, il quale poi telefona a Sam, perseguitata da delle visioni su Billy Loomis, e le lascia intendere di conoscere il suo "segreto". Dopo esser scampata ad un'aggressione, Sam decide di rivelare a Tara la verità che ha tenuto nascosta a lungo: quando aveva 13 anni, scoprì casualmente da dei vecchi diari della madre, che in realtà lei era nata da un rapporto occasionale tra la donna e Billy Loomis, cosa che portò Sam ad una sfuriata udita anche dal padre di Tara, che abbandonò la famiglia per lo sconcerto; da allora, una Sam provata da tale notizia cominciò a mettersi nei guai con la giustizia, fino al compimento dei 18 anni, quando scelse di lasciare Woodsboro per sempre. Sconvolta, Tara caccia via Sam.
Sam e Richie decidono allora di contattare una delle poche persone che ha già passato tutto ciò, ossia l'ex sceriffo Linus Riley, divorziato da Gale Weathers da oltre due anni a causa di incomprensioni di coppia, ed ora uomo di mezza età alcolizzato. Linus dispensa loro dei consigli, ma rifiuta di essere trascinato in quella storia. Dopodiché allerta sia Gale, sia Sidney Prescott, oramai una donna indipendente, sposata col Mark e madre di due bambini.
In seguito, Linus cambia idea e partecipa alle indagini dei ragazzi, che vengono dunque a sapere del legame di parentela tra Sam e Billy. Nel frattempo, però, l'assassino attira Judy in una trappola, facendole credere che il figlio Wes sia in pericolo ed uccidendola davanti a lui. Poco dopo anche il ragazzo perderà la vita. Sulla scena del delitto arriva Gale da New York, intenzionata a prestare aiuto, ma soprattutto a riappacificarsi con Linus, mentre Sam, notando la presenza dell'agente di polizia che avrebbe dovuto assistere Tara all'ospedale, capisce che la sorella è da sola ed esposta a un grave pericolo, pertanto corre da lei insieme a Linus.
In ospedale, infatti, Ghostface ha già ucciso una guardia, tramortito Richie e aggredito Tara. Sam e Linus arrivano giusto in tempo. L'assassino sbuca all'improvviso ed ingaggia una lotta con Linus, che mette in salvo Sam, Tara e Richie, ma finisce barbaramente ucciso. La morte di Linus getta Gale nello sconforto più totale, e convince Sidney a rompere gli indugi e a tornare a Woodsboro per porre fine alla minaccia. Sam, Tara e Richie non intendono rischiare la vita e preferiscono abbandonare la città. Sidney posiziona quindi un localizzatore sulla loro auto per monitorarne i movimenti.
Lungo il tragitto, Tara si accorge di non avere con sé il suo inalatore, per prelevare la ricetta il trio si ferma a casa di Amber, dove è in corso una commemorazione per Wes, trasformata in un vero e proprio party. Chad e Liv litigano violentemente dopo che il ragazzo rifiuta di avere un rapporto con lei, per paura che possa essere l'assassino, al che Liv se ne va indignata e Chad, andato a cercarla in giardino, s'imbatte in Ghostface, che lo accoltella più volte.
Quando Amber annulla la festa, Mindy viene attaccata dall'assassino, messo in fuga da Sam, e a questo punto tutti i ragazzi si radunano, con i sospetti che ricadono grosso modo su Liv, ma tra lo stupore generale Amber impugna una pistola e spara questi alla testa, uccidendola e rivelandosi uno degli assassini. Sam e Richie si rifugiano nello scantinato, ma lei esce allo scoperto per salvare Tara, mentre Sidney e Gale raggiungono l'abitazione, scoprendo che si tratta casualmente proprio della casa un tempo appartenuta a Stu Macher, teatro del primissimo massacro nel 1996. Amber si finge una vittima e ferisce Gale all'addome, costringendo Sidney a vedersela per conto proprio. Sam, intanto, trova Tara imbavagliata e legata in uno stanzino e la libera e Sidney ha una colluttazione con il killer mascherato, al termine della quale Richie pugnala Sam e dimostra il suo essere il secondo assassino e complice di Amber: una volta tenute in ostaggio Sidney, Gale e Sam, i due amanti conosciutisi online confessano che il movente dei loro crimini è l'insoddisfazione per gli ultimi film della serie Stab, che li ha spinti a creare una nuova scia di omicidi che fungesse da "materiale" per la prossima pellicola, in cui Sam sarà colpevole di tutto per via del suo legame con Billy. Grazie all'intervento di Tara, Sam riesce a scappare, inseguita da Richie, mentre Sidney e Gale combattono contro Amber, responsabile della morte di Linus. Alla fine di una estenuante lotta, Gale spara ad Amber, che finisce bruciata dal fuoco di un fornello. Sam, invece, si azzuffa con Richie, ma, guidata da una visione del padre, riesce a prendere un pugnale e ad usarlo su Richie, poi per accertarsi che muoia, gli spara. Per il classico spavento finale, Sidney, Gale e Sam vengono sorprese da Amber ancora in vita, ed eliminata una volta per tutte da Tara con un colpo di pistola alla testa.
L'orribile nottata volge al termine e le prime luci dell'alba vedono orde di poliziotti e giornalisti arrivare sul posto: Mindy e Chad sono ancora vivi e vengono trasportati all'ospedale; Sam ringrazia Sidney e Gale per averla aiutata e si riconcilia con Tara, promettendole di non separarsi mai più, mentre infine Gale decide di omaggiare la memoria di Linus scrivendo un libro sulle sue gesta.

## Produzione

### Sviluppo
Nel 2011 Wes Craven affermò che avrebbe lavorato ad un possibile quinto e sesto capitolo della serie di Scream se il quarto avesse avuto successo. Viste le notevoli difficoltà e rallentamenti nella scrittura di Scream 2, Scream 3 ed anche Scream 4, il celebre regista affermò più tardi che avrebbe girato il sequel solo se la sceneggiatura di questo fosse stata creata con anticipo. Williamson successivamente affermò di avere obblighi contrattuali per la stesura del quinto capitolo; in quel contesto ebbe modo di dire che probabilmente sarebbe stato un seguito del precedente.
Prima dell'uscita di Scream 4, l'attore David Arquette affermò che il potenziale futuro della serie era alto, in quanto il finale del film era "decisamente aperto". Nel maggio 2011 Harvey Weinstein dichiarò che nonostante gli incassi della pellicola fossero stati al di sotto delle aspettative, era ancora soddisfatto e fiducioso nello sviluppo di nuovi film. Nell'anno successivo, sulla possibile realizzazione di Scream 5, Williamson dichiarò di non sapere se avrebbe lavorato ad un sequel.
Nel 2013 Harvey Weinstein, intervistato allo Zurich Film Festival, disse di star pregando il fratello Bob di realizzare il quinto capitolo, in quanto percepiva come tangibili le potenzialità della pellicola. Più tardi, nel luglio dell'anno successivo, Kevin Williamson espresse forti dubbi su una possibile realizzazione di Scream 5, dichiarando che Scream 4 aveva raggiunto risultati troppo al di sotto delle aspettative e che aveva interrotto i contatti con Wes Craven; espresse invece il proprio sostegno all'omonima serie.
Nel 2015, lo Wall Street Journal pubblicò un'intervista fatta nel giugno a Bob Weinstein, in cui questi dichiarava che un quinto capitolo della serie non era previsto, e che per la rinascita della saga ci si sarebbe dovuti concentrare su MTV, dove a suo avviso si trovava gran parte del pubblico interessato. L'ipotesi di un quinto film iniziò a tramontare con la morte di Wes Craven, avvenuta il 30 agosto 2015, per poi cessare definitivamente con la chiusura della Weinstein Company a seguito della denuncia delle molestie sessuali perpetrate da Harvey Weinstein.
All'inizio del 2019 si diffuse la notizia che la Blumhouse Productions stesse lavorando, con il fondatore Jason Blum, alla continuazione della saga di Scream. Questi voci vennero più tardi smentite. Nel novembre 2019 venne annunciato che la Spyglass Entertainment Group aveva acquistato i diritti per la realizzazione di un nuovo film legato alla serie di Scream. Tuttavia non si seppe se si trattasse di un sequel, un reboot o un remake, né tantomeno se Williamson avrebbe fatto ritorno, in veste di sceneggiatore o produttore. Nel mese successivo fu annunciato che vi sarebbero stati l'inserimento di nuovi attori all'interno del cast che avrebbero affiancato David Arquette, Courteney Cox e Neve Campbell. Il 18 novembre 2020, a fine riprese, Kevin Williamson annunciò che il titolo del film sarà Scream come per il primo film.

### Riprese
L'avvio delle riprese era inizialmente previsto per il maggio 2020, ma è stato rinviato a causa della pandemia di COVID-19. Per decisione della produzione, hanno dunque avuto inizio il 22 settembre seguente a Wilmington, in Carolina del Nord. Le riprese hanno avuto luogo in un gran numero di vie della città, negli esterni della Williston Middle School e negli interni del Cardinal Lanes Shipyard. La pellicola ha ricevuto delle agevolazioni da parte del North Carolina Film Office, ammontanti a 7 milioni di dollari. Le riprese sono poi terminate il 17 novembre 2020.

## Curiosità
- Nei minuti iniziali, quando Sam fa ritorno a Woodsboro, si può intravedere il nome della strada, Elm St., chiaro riferimento al film Nightmare - Dal profondo della notte sempre diretto da Wes Craven.
- Amber, il personaggio interpretato dall'attrice Mikey Madison muore nella stessa maniera del personaggio di Susan Atkins, sempre interpretato dalla Madison nel film C'era una volta a... Hollywood (2019).
- Nella roulotte di Linus compare una targa con scritto "Tatum", omaggio alla sorella del personaggio (interpretata da Rose McGowan in Scream), fidanzata di Stu Macher (Matthew Lillard) ed uccisa nella casa di quest'ultimo.
- Alcuni attori apparsi nei precedenti film quali Drew Barrymore (Casey Becker), Matthew Lillard (Stu Macher) e Henry Winkler (Arthur Himbry) apparsi nel primo capitolo, Jamie Kennedy (Randy Meeks) apparso nel primo e secondo film e Adam Brody (Detective Hoss) e Hayden Panettiere (Kirby Reed) apparsi nel quarto capitolo, partecipano come cameo vocali. Partecipano come ruoli solamente vocali anche i registi del film, nonché il produttore (sia di questo che del quarto film), l’addetto al montaggio, il compositore delle musiche dei precedenti capitoli e il regista Rian Johnson.
- Viene menzionato nel film (ma senza apparire) Mark Kincaid, interpretato da Patrick Dempsey nel terzo capitolo della saga.
- La casa di Stu Macher (poi di Amber Freeman) fu ricostruita dalla produzione come fedele copia dell'originale del film Scream (1996). La casa originale è ancora in piedi: si trova a Tomales, California ed ha mantenuto gli arredi originali del primo film della saga di Wes Craven. E' un B&B dedicato a Scream con tanto di Ghostface sulla vetrata superiore. Nell'autunno 2021, Air BnB e Paramount Pic realizzarono uno spot con David Arquette (Linus) per la maratona horror in VHS in programma per la notte di Halloween[26].

## Promozione
Il 10 ottobre 2021 Paramount Pictures pubblica il primo poster della pellicola, mentre il giorno seguente vengono diffuse le prime immagini. Il 12 ottobre viene pubblicato il trailer del film.

## Distribuzione
Il film è stato distribuito nelle sale americane il 14 gennaio 2022, mentre in Italia il giorno prima.
Il 1º marzo 2022 viene distribuito digitalmente negli Stati Uniti mentre il 31 marzo il film esce anche in Italia. Il 21 aprile Scream è uscito in Italia anche in Blu-ray, DVD e 4K.

### Divieti
Il film in America è stato classificato R, ovvero vietato ai minori di 17 anni non accompagnati. In Italia, invece, è stato classificato “MiC 14+”, ovvero vietato ai minori di 14 anni, adatto anche a chi ha compiuto 12 anni ma con la presenza di un adulto.

### Edizione italiana
La direzione del doppiaggio e i dialoghi italiani sono curati da Carlo Valli per conto della SEDIF che si è occupata anche della sonorizzazione.

## Accoglienza

### Incassi
Al 25 marzo 2022, Scream  ha incassato circa 81,6 milioni di dollari negli Stati Uniti e in Canada e 58,4 milioni di dollari nel resto del mondo, per un totale mondiale di 140 milioni di dollari, a fronte di un budget di 24 milioni.
Negli Stati Uniti e in Canada, Scream avrebbe dovuto incassare almeno 20 milioni di dollari in 3.661 sale di proiezione durante il weekend di apertura di quattro giorni, che includeva il Martin Luther King Day, mentre altre riviste come Variety e ComScore prevedevano un'apertura da 25 a 30 milioni. Boxoffice Pro ha previsto un'apertura di quattro giorni di 28-39 milioni. Il film ha guadagnato 13,3 milioni nel suo primo giorno, inclusi 3,5 milioni dalle anteprime di giovedì sera. Ha continuato a debuttare con una cifra stimata di 31,5 milioni di dollari da 2,4 milioni di spettatori al cinema (e una stima di 36 milioni di dollari nei quattro giorni), diventando il primo film a detronizzare Spider-Man: No Way Home.
In Italia, il film ha incassato circa 1.100.000 euro a causa delle restrizioni imposte dalla pandemia di COVID-19 che hanno notevolmente ridotto gli incassi cinematografici di molti film.

### Critica
Sul sito web dell'aggregatore di recensioni Rotten Tomatoes ha una percentuale di gradimento del 76% basato su 246 recensioni, con una valutazione media di 6,7 su 10. Metacritic, che utilizza una media ponderata, ha assegnato al film un punteggio di 60 su 100 sulla base di 46 critici, indicando "recensioni contrastanti o nella media". Il pubblico intervistato da CinemaScore ha assegnato al film un voto medio di "B+" su una scala da A+ a F, mentre quelli di PostTrak gli hanno assegnato un punteggio positivo del 79%, con il 61% che lo consiglierebbe sicuramente. Su iMDB il film riceve un voto di 7.2/10 su una media di 28mila voti mentre anche su Letterboxd mantiene una media positiva di 3.2/5 sulla base di circa 500mila recensioni.
Scrivendo per il New York Times, la giornalista Jeannette Catsoulis ha dato al film una recensione negativa.
Le interpretazioni del cast sono state particolarmente elogiate. Campbell è stata acclamata per il suo ruolo di Prescott. L'Hollywood Reporter ha scritto che "... è un piacere rivedere Campbell in ottima forma nei panni di Sidney, mentre torna a Woodsboro per occuparsi di questioni in sospeso". La rivista Elle ha definito la Campbell la "Regina regnante dell'urlo" e ha dichiarato che "Sidney potrebbe non avere quell'impatto sulle persone se non fosse per il ritratto di Campbell, pieno di vulnerabilità, intelligenza e una gradevole dose di umorismo".

## Sequel
A meno di un mese dall'uscita del film, Paramount Pictures e Spyglass hanno confermato la realizzazione del sesto film il 3 febbraio 2022. Nel maggio 2022 è stato annunciato che Melissa Barrera, Jasmin Savoy Brown, Mason Gooding e Jenna Ortega torneranno per il sesto film così come Hayden Panettiere che riprende il suo ruolo dal quarto film. Nel giugno 2022 viene confermata la presenza di Courteney Cox mentre Neve Campbell e David Arquette lasciano la saga (la prima per motivi economici, il secondo per esigenze di copione essendo il suo personaggio morto). Inizialmente annunciato per il 31 marzo 2023, il 4 novembre l'uscita del film è stata anticipata al 10 marzo 2023 mentre in italia è arrivato il 9 marzo. Il film si chiama Scream VI riprendendo quindi la numerazione cronologica.